# Gunung Tarakani-lamo
Gunung Tarakani-lamo är ett berg i Indonesien. Det ligger i den nordöstra delen av landet, 2 500 km öster om huvudstaden Jakarta. Toppen på Gunung Tarakani-lamo är 309 meter över havet. Gunung Tarakani-lamo ligger vid sjön Danau Galela.